# Три Воде
Три Воде (мкд. Три Води) су насеље у Северној Македонији, у југоисточном делу државе. Три Воде су насеље у оквиру општине Струмица.

## Географија
Три Воде су смештене у југоисточном делу Северне Македоније. Од најближег града, Струмице, насеље је удаљено 12 km јужно.
Насеље Три Воде се налази у историјској области Беласица. Насеље је положено на западним падинама планине Беласице, на приближно 480 метара надморске висине. 
Месна клима је континентална.

## Становништво
Три Воде су према последњем попису из 2002. године имале 12 становника. 
Већинско становништво у насељу су етнички Македонци (100%).
Претежна вероисповест месног становништва је православље.